# Jet pack

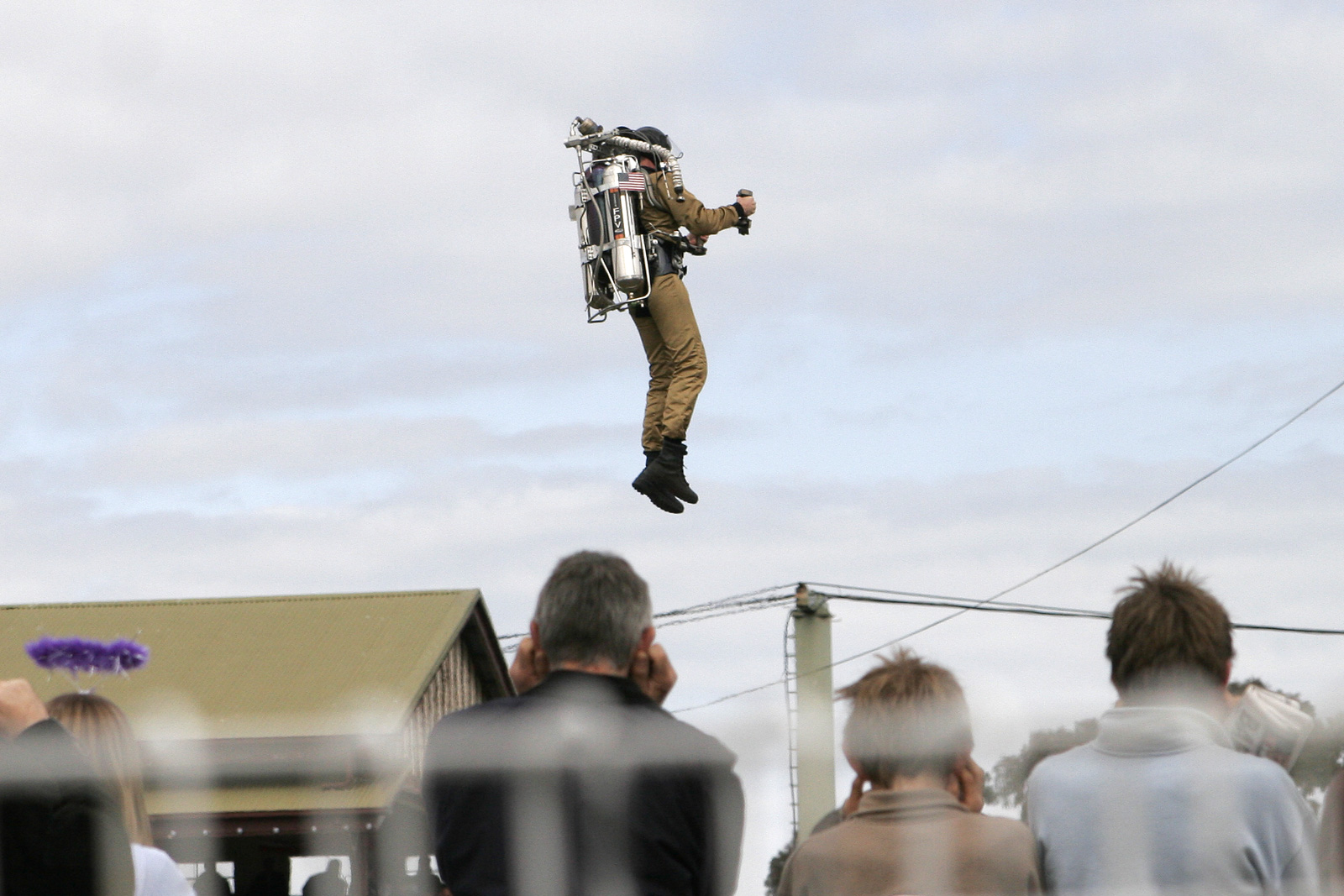
Dan Schlund używający jetpacka w Melbourne Show w 2005

Jet pack (ang. jet – odrzutowy i pack od backpack – plecak) – podobny do plecaka sprzęt o napędzie odrzutowym, służący do latania. 

## Historia
Pierwszy znany projekt plecaka odrzutowego powstał w 1909 roku.
W 1959 roku armia amerykańska rozpoczęła współpracę z firmą Aerojet oraz z firmą Bell Aircraft (obecnie Bell Helicopter Textron) w celu skonstruowania prototypu plecaka odrzutowego do celów militarnych. Stalowa maszyna wyrzucająca z dyszy sprężony azot pod ciśnieniem 35 atmosfer mogła unosić się na wysokości 5 metrów przez 3 minuty. Nowsza, bardziej zaawansowana rama dostosowana do kształtu ludzkiego ciała, zbudowana z plastiku i szkła, posiadała silnik rakietowy o mocy 1,25 kN. 20 kwietnia 1961 odbył się pierwszy lot plecakiem odrzutowym bez uprzęży łączącej maszynę i pilota z ziemią. Pilot wzniósł się na wysokość ok. 1,2 metra i leciał przez 13 sekund z prędkością ok. 13 km/h, przebywszy 108 stóp, czyli ok. 33 m. 
11 października 1961 roku maszyna została zaprezentowana samemu prezydentowi Johnowi F. Kennedy w Forcie Bragg. Plecak został również pokazany publiczności w miastach w USA, jak również i w Argentynie, Francji, Kanadzie, Meksyku i Niemczech Zachodnich.
Ze względu na duże zużycie paliwa – 19 litrów nadtlenku wodoru wystarczyło zaledwie na 21 sekund lotu, przez które pojazd mógł przebyć tylko 120 m – projekt został zawieszony.